# Bogdan I. Moldavski

Bogdan I. Moldavski ali Bogdan Ustanovitelj (romunsko Bogdan I ali Bogdan Întemeietorul) je bil prvi neodvisni vladar (vojvoda) Moldavije, ki je vladal od leta 1363 do 1367, * 1306, † 1367, Rădăuţi.
Pred tem je bil vojvoda ali glavar Vlahov v Maramurešu v Ogrskem kraljestvu. V prvem zanesljivem zapisu o njem je omenjen kot bivši vojvoda, ker je postal nelojalen ogrskemu kralju Ludviku I. Leta 1349 je napadel posesti vlaškega posestnika, ki je ostal zvest kralju. Štiri leta pozneje je bil v listini, v kateri je zadnji zapis o njegovi prisotnosti v Maramurešu, ponovno omenjen kot vojvoda.
Bogdan in njegovi privrženci so med letoma 1359 in 1365 zapustili Maramureš in odšli v Moldavijo, ki je bila pod oblastjo Sasa Moldavskega, vazala Ludvika I. Ogrskega. Lokalni Vlahi so nasprotovali ogrski nadvladi. Bogdan je z njihovo pomočjo izgnal Sasovega sina Balca in zasedel moldavski prestol. Ludvik I. se mu je maščeval z zaplembo njegovih posesti v Maramurešu. 
Bogdan je vladal kot prvi moldavski vojvoda, ki ni priznaval oblasti Ludvika I. Ogrskega, s čimer je Moldavijo spremenil v drugo neodvisno romunsko kneževino.

## Poreklo
Bogdanovo zgodnje življenje je predmet strokovnih razprav. Po eni od teorij je bil član maramureške vlaške družine. Njegove dedne posesti so tvorile majhno kneževino s središčem v Cuhei. Konkurenčna teorija Bogdana enači v vojvodo Bogdanom, sinom Mikole. Kraljeva listina z datumom 6. oktober 1335 omenja, da je Karel I. Ogrski leta 1334 in 1335 trikrat naročil kaloškemu nadškofu, naj pripravi Bogdanovo selitev iz "njegove dežele" v Ogrsko kraljestvo. Zgodovinar Pál Engel trdi, da je vojvoda Bogdan takrat povedel veliko skupino Vlahov iz Srbije na Ogrsko. Kraljeva listina ne omenja niti Bogdanove narodnosti niti velike skupine Vlahov. Zgodovinar Victor Spinei poudarja, da "podobnost imen ni dovolj za enačenje Bogdana, sina Mikole, s kasnejšim vojvodom Bogdanom Moldavskim".
V Cuhei so arheologi izkopali ostanke cerkve, posvečene sv. Štefanu, in graščine zemljiškega gospoda.  Posvetitev in zakristija severno od oltarja kažeta, da je bila cerkev katoliška, in namigujeta, da se je Bogdanova družina spreobrnila v katolištvo, ali pa je bila prvotno katoliška cerkev preurejena za služenje pravoslavni družini. Najstarejši deli graščine so bili zgrajeni v poznem 13. stoletju in sredi naslednjega stoletja povečani.
Bogdanove posesti so opisane v kraljevi listini, izdani 2. februarja 1365. Med Bogdanovimi vasmi so naštete Ieud, Bačkov, dva Vișeua (zdaj Vișeu de Jos in Vișeu de Sus), Moisei, Borșa in Keetzeleste. Seznam kaže, da so bile njegove posesti v gornjem toku rek Iza in Vișeu.

## Spori v Maramurešu
Ko je julija 1342 ogrski prestol zasedel Ludvik I., sin Karla I., je Bogdan že bil vojvoda Maramureša. Vlaške kneze ali glavarje Maramureša so takrat volili lokalni vojvode med svojimi člani. Listina Ludvika I. z datumom 21. oktober 1343 omenja Bogdana kot "nelojalnega bivšega vojvodo Maramureša", kar kaže, da je bil Bogdan v sporu s kraljem ali njegovimi predstavniki in je zato izgubil svoj položaj. Dokument se sklicuje na razpravo med Bogdanom in Jánosom Kölcseijem, kraljevim kastelanom iz Viska (danes Viškovo v Ukrajini), vzroki in natančne okoliščine razprave pa niso znani. Po mnenju zgodovinarjev Raduja Carciumaruja in Victorja Spineija so spore povzročili poskusi Ludvika I., da bi omejil privilegije vojvod. Spinei piše, da je kralj za Bogdanovo odstavitev izkoristil spore med vodilnimi vlaškimi družinami in dobil podporo lokalnih knezov. Spori so prerasli v odkrit upor. Ioan-Aurel Pop na drugi strani trdi, da je Bogdanov upor proti kralju trajal več let.
Bogdan po odstavitvi ni zapustil Maramureša. Kralj Ludvik I. ga v listini z datumom 15. september 1349 omenja kot svojega "zagrizenega nezvestega podložnika", kar kaže, da so se odnosi med njima med letoma 1343 in 1349 še poslabšali. Po zapisih v tej listini je Bogdan poskušal pregovoriti vlaškega kneza Giulo Giuleştinskega in njegovih šest sinov, da se mu pridružijo. Ko je Giulo njegov predlog zavrnil, sta Bogdan in njegov nečak Štefan napadla Giulove posesti v Maramurešu in ga pregnala. Kralj Ludvik I. je na skupščini knezov v prisotnosti Andreja Lackfija, glavarja maramureškega okraja,  uzazal maramureškemu vojvodi Ivanu, ki je bil Štefanov brat in Bogdanov nečak, naj posesti vrne Giuleştijem.
Bogdanova prisotnost v Maramurešu je zadnjič omenjena v dokumentu z datumom 14. maj 1353. Na ta dan so bile z Egersko listino določene meje posesti Bogdanovih nečakov Štefana in Ivana v Cuhei. V dokumentu sta Štefan in Ivan omenjena kot kraljeva "lojalna služabnika", nečaka vojvode Bogdana. Bogdanova nelojanost ni bila omenjena. Bogdan je bil pri določanju meja zagotovo prisoten, ker dokument omenja, da so se meje posesti njegovih nečakov določale v prisotnosti sosednjih posestnikov, vključno z Bogdanom.

## Vojvoda Moldavije
Biograf Ludvika I. Ogrskega Ivan Küküllőjski je zapisal, da je "Bogdan, vojvoda Romunov v Maramurešu, zbral Romune iz tega okrožja, na skrivaj prešel v Moldavijo, ki je bila pod ogrsko krono, vendar so jo prebivalci zapustili zaradi bližine Tatarov". Moldavija je bila obrambna marka Kraljevine Ogrske. Po pisanju v najzgodnejših moldavskih kronikah je nastala, ko so vlaški gospodar Dragoš in njegovi ljudje zapustili Maramureš in se v poznih 40. ali 50. letih 14. stoletja naselili na bregovih reke Moldavije. Tako Dragošu kot njegovemu nasledniku Sasu je oblast podelil kralj Ludvik I.
Razlogov za Bogdanovo selitev v Moldavijo  ne omenja noben sodobni vir. Po mnenju Tudorja Sălăgeanuja je Bogdan zapustil Maramureš, ker mu "ni uspelo znebiti se ogrske hegemonije". Victor Spinei piše, da je Bogdana spodbudil Dragošev odhod čez Karpate,  zlasti zato, ker je vedel, da Vlahi v Moldaviji nasprotujejo oblasti Ludvika I. V diplomi kralja Ludvika I., izdani 20. marca 1360, je bilo omenjeno, da so se Vlahi v Moldaviji odkrito uprli, vendar jih je Dragoș iz Giuleștija, eden od šestih sinov Bogdanovega nekdanjega nasprotnika Giule iz Giuleștija premagal in obnovil kraljevo oblast v Moldaviji.
Po kraljevi listini, izdani 2. februarja 1365, so Bogdan in njegovi neimenovani sinovi skrivoma pobegnili z Ogrske, ker so nameravali zasesti Moldavijo. Balk, sin Sasa Moldavskega, se jim je poskusil upreti, vendar so ga Bogdan in njegovi sinovi prisilili v beg na Ogrsko. Ludvik I. se je Bogdanu maščeval z zaplembo njegovih posesti v Maramurešu. Posesti je poklonil Balku in njegovim bratom. Bogdan je po Balkovem begu zasegel njegove posesti v Moldaviji.
Bogdanova akcija se je zgodila pred 2. februarjem 1365, o natančnem datumu pa se še razpravlja. Najzgodnejše leto, ki so ga predlagali zgodovinarji, je leto 1359. Zgodovinarji, ki zagovarjajo ta datum, pravijo, da je Bogdan izkoristil upor lokalnih Vlahov, dokumentiran v kraljevi  diplomi iz leta 1360. Dennis Deletant trdi, da je Bogdan vdrl v Moldavijo okoli leta 1363. Radu Carciumaru predlaga isto leto in pravi, da je Bogdan izkoristil tako konflikt med Ludvikom I. Ogrskim in svetim rimskim cesarjem Karlom IV. kot odločilno zmago Litovcev nad Tatari v bitki pri Modrih vodah. Po mnenju Victorja Spineijuja se je Bogdanova akcija zgodila leta 1364, po mnenju Tudorja Sălăgeanuja pa šele leta 1365.
Ivan Küküllőjski omenja, da je vojska Ludvika I. pogosto napadla Moldavijo, "vendar se je število tam naseljenih Vlahov tako povečalo, da so jo pretvorili v državo".  Ivan je zapisal celo to, da se je Ludvik I. najpogosteje boril ravno proti Moldaviji in Srbiji. Iz kraljevih potovanj, rekonstruiranih iz njegovih listin, je razvidno, da je lahko sodeloval v vojaških akcijah proti Moldaviji le v letih 1366, 1368 in 1370. Ivan Küküllőjski je zapisal, da je bila kraljeva vrhovna oblast v Moldaviji obnovljena.  Po Spineiju je Ludvik I. lahko prisilil Bogdanovega sina Laţcuja, da se mu je uklonil, šele potem, ko je Ludvik leta 1370 postal poljski kralj.
Meja Moldavije med Bogdanovim vladanjem ni mogoče natančno določiti. Po mnenju zgodovinarja Laurenţiuja Rădvana je njegovo kraljestvo obsegalo ozemlje med Karpati in Dnestrom, morda celo do reke Čeremoš. Po pisanju moldavskih kronik je bil Bogdanov sedež  v Siretu, kjer je bila med Dragoševim vladanjem zgrajena rezidenca.
Bogdan I. Moldavski je umrl leta 1365 ali 1367. Pokopan je bil v samostanu sv. Nikolaja v Rădăuţi. Nasledil ga je sin Laţcu.

## Zapuščina
Sodobni zgodovinarji pripisujejo Bogdanu I. ustanovitev neodvisne kneževine Moldavije,  druge neodvisne romunske države po Kneževini Vlaški. Seznam moldavskih vojvod, zapisan v bistriškem samostanu leta 1407, se začne z Bogdanom in ne omenja njegovih predhodnikov Dragoșa in Sasa, omenjena v vseh moldavskih kronikah. V turških dokumentih je bila Moldavija od poznega 14. stoletja naprej omenjena kot "Kara-Boğdan" ali "Črni Bogdan", kar kaže tudi na njegovo slavo.